# Leila Fetter
Leila Maria Wulff Fetter (Pelotas, 23 de junho de 1953) é uma política brasileira filiada ao Partido Progressista (PP). 
Foi deputada estadual de 2003 a 2007 e de 2007 a 2011. Nas eleições de 2010 foi novamente candidata à Assembleia Legislativa do Rio Grande do Sul, mas não foi eleita.
É casada com o também político e ex-prefeito de Pelotas Adolfo Antônio Fetter Júnior.